# Farská louka
Farská louka je přírodní památka, která se nachází v okrese Česká Lípa v centru obce Slunečná, v sousedství místního Kostela Nanebevzetí Panny Marie, kde se dříve nacházela farní zahrada.

## Historie
Zájem německých historiků a botaniků sdružených v českolipském spolku Nordböhmischer Exkursions-Club vzbudil šafrán bělokvětý na Slunečné v roce 1890, když jej Emil Rösler, student reálného gymnázia v České Lípě, přinesl ukázat svému profesorovi Franzovi Wurmovi, který zprvu tuto vyloženě alpskou rostlinu považoval za květinu vypěstovanou v květináči.
První písemná zmínka o šafránu na Slunečné se objevila ve spolkovém věstníku v roce 1894 (Mitteilungen XVII, Eine Alpenpflanze in Sonneberg), kdy je zmíněno jeho první zaregistrování kolem roku 1860 a též naleziště šafránu jarního v Polevsku (Blottendorf). Ve svém věstníkovém botanickém průvodci (Botanischer Wegweiser) jej Franz Hantschel, redaktor věstníku do roku 1919, popsal až v roce 1896 (Mitteilungen XIX, S. 133—140).
V roce 1926 se k celé problematice naleziště vyjádřil též Karl Robert Paul von Zimmermann-Göllheim (Der weißblütigen Safran auf der Kirchwiese in Sonneberg), redaktor (Schriftleiter) spolkového věstníku do roku 1929, který se přikláněl k názoru Augusta Wabry, profesora na vyšší lesnické škole v Zákupech, jež považoval farskou louku za původní botanické zbytky z doby ledové.
Karl Zimmermann reagoval na článek v německém českolipském deníku Leipaer Zeitung od A. Ullricha, ředitele měšťanky v Boru, z 14. března 1926 (Das Blütenwunder in Sonneberg). Teorie o zaslaných semenech Georgem a Josefem Jirschikem z Bilbaa (donátory Slunečné) nebo rozmnožení šafránu z vyhozeného květináče bývalého faráře považoval za velmi nepravděpodobné:
Kde farář tento alpský šafrán nalezl? Možná na nějakém místě v samotném Sonneberku a zasadil si jej pro svá pozorování do květináče. Potom ale není pravda, že se šafrán nikde jinde nevyskytuje. Květináč není to samé jako vlhká horská louka. Kde tedy farář šafrán vzal? Možná si jej přivezl z výletu do Alp. Na to je ale tato rostlina příliš obyčejná. Nikde také nemohu najít, kdy se měla událost s pěstováním v květináči odehrát. Jestliže se tak stalo nedávno, je velmi nepravděpodobné, že by se tato cibulovina rozšířila na stále kosené louce v tak hojném počtu. Zkrátka, dokud se nenajde uspokojivější vysvětlení, zastávám názor, že se Crocus albiflorus z farské louky na Sonneberku nachází ve svém přirozeném prostředí.
Karl Zimmermann.
Ještě ve třicátých letech 20. století si místní botanici a přírodovědní nadšenci lámali hlavu, jak se šafrán na louku dostal, podivovali se nad tím, že jej tak dlouho nikdo neregistroval a že se rozmnožil zrovna na louce v blízkosti rušné silnice do Kamenického Šenova. Podle článku K. Zimmermanna se to teoriemi jen hemžilo. V každém případě se od začátku shodovali na vzácném výskytu a usilovali o její ochranu, takže z popudu německého spolku Nordböhmischer Exkursions-Club byla louka ochráněna již za Rakouska-Uherska. Na základě zřizovacího výnosu Ministerstva školství a národní osvěty z 31. 12. 1933 o ochraně přírodních památek byla do té doby existující chráněná území úředně sepsána (tzv. Silvestrovský výnos), v roce 1937 to byla též louka u Sonneberku poseta květy šafránovými. Státem chráněnou přírodní památkou se stala vyhláškou MŠVU č. 69.322/49 dne 24. května 1949, přírodní rezervací 3. května 1968, do seznamu Státních přírodních rezervací byla zapsána výnosem Ministerstva kultury ČSR dne 9. listopadu 1988 pod č. 14.200/88. Lokalita je nyní ve správě CHKO České středohoří.

## Předmět ochrany
Důvodem ochrany je naleziště šafránu bělokvětého (Crocus albiflorus). Roste zde a na jaře kvete také ohrožená bledule jarní (Leucojum vernum) a prvosenka vyšší (Primula elatior). Počet květů šafránu v jednotlivých letech značně kolísá. Rozsah zčásti oploceného chráněného území je nyní 0,73 ha, nadmořská výška je 373–387 (louka má svah).

## Turistika
Turistické výlety na Farskou loukou za šafránem bělokvětým podnikali nejprve členové spolku Nordböhmischer Exkursions-Club, později převzal patronát nad farní loukou spolek Anpflanzungs- und Verschönerungsverein (Spolek pro výsadbu a okrašlování) ze Slunečné. Ten zde nechal v roce 1909 umístit cedulku, která zakazovala vyrýpávání šafránových cibulek a ničení. Turističtí průkopníci spolku Nordböhmischer Exkursions-Club také propojili turistické stezky České Lípy se Slunečnou (Žlutá tečka: Česká Lípa - Sonneberg - Kam. Šenov). Od českolipské pobočky spolku „Die Naturfreunde in der Tschechoslowakei” pak turistické trasy v nové čsl. republice převzal, doplnil novými trasami a označil českoněmeckými tabulkami českolipský odbor Lužickojizerské župy KČST (Zelená značka: Česká Lípa-Sonneberg-Kam. Šenov). Po roce 1989 vede od Práchně a Kamenického Šenova do Slunečné modře značená cesta pro pěší (dál pokračuje do České Lípy) a cyklotrasa 3062 od Skalice u České Lípy. Ve Skalici (zhruba 4 km) je nejbližší železniční zastávka na trati z České Lípy do Nového Boru